# Kielmeyera elata
Kielmeyera elata är en tvåhjärtbladig växtart som beskrevs av N. Saddi. Kielmeyera elata ingår i släktet Kielmeyera och familjen Calophyllaceae. Inga underarter finns listade i Catalogue of Life.

## Bildgalleri

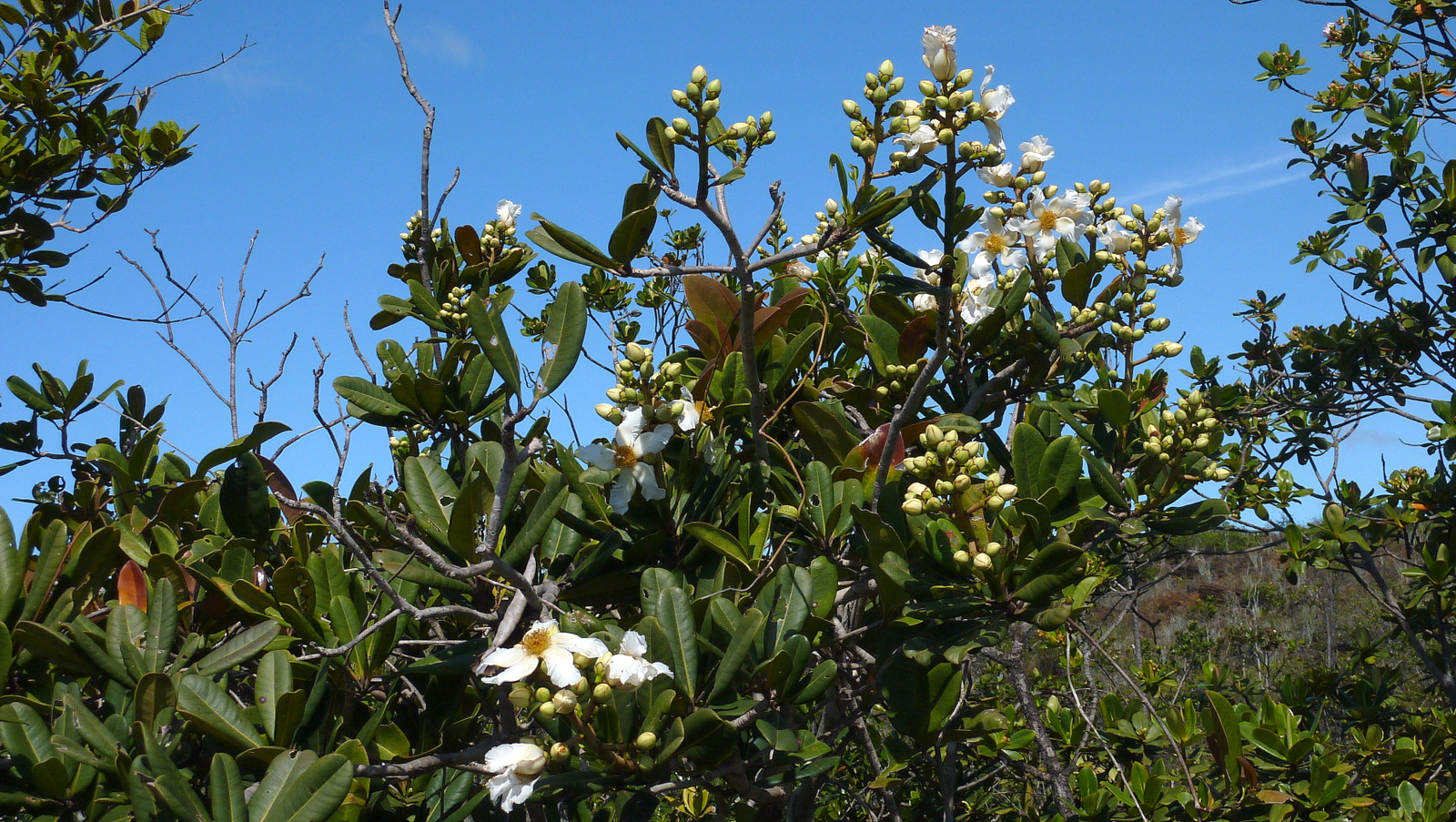
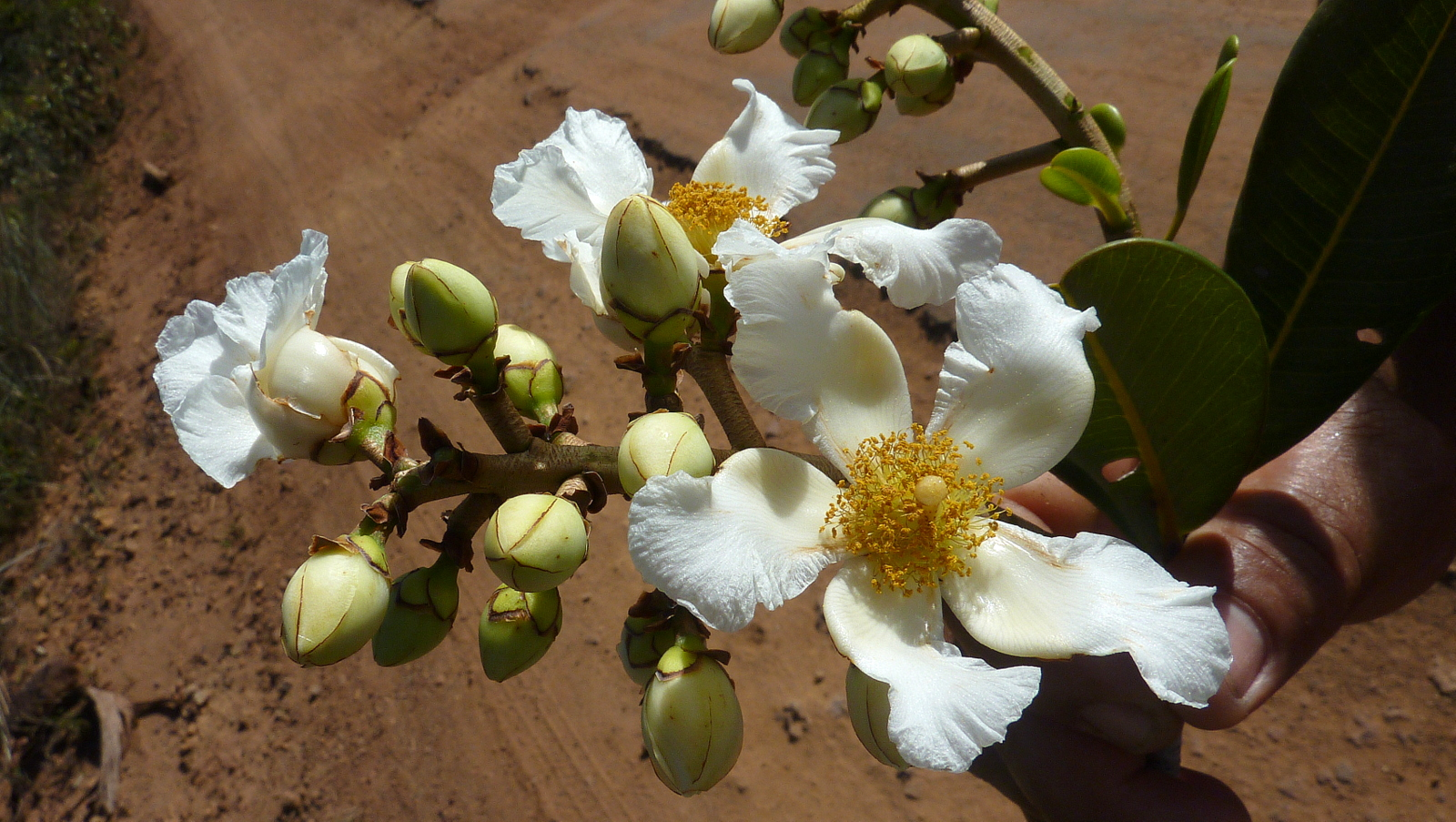
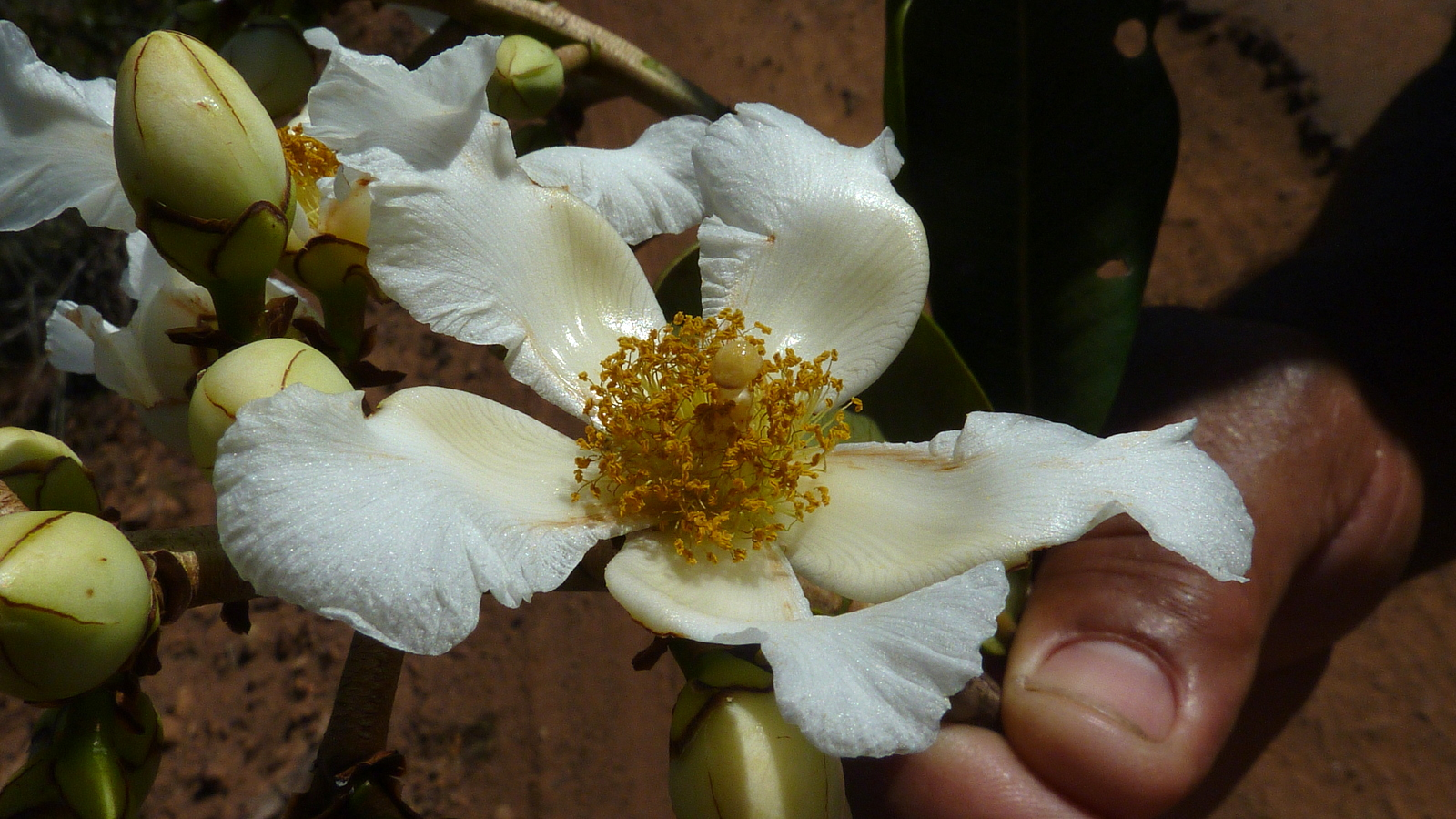
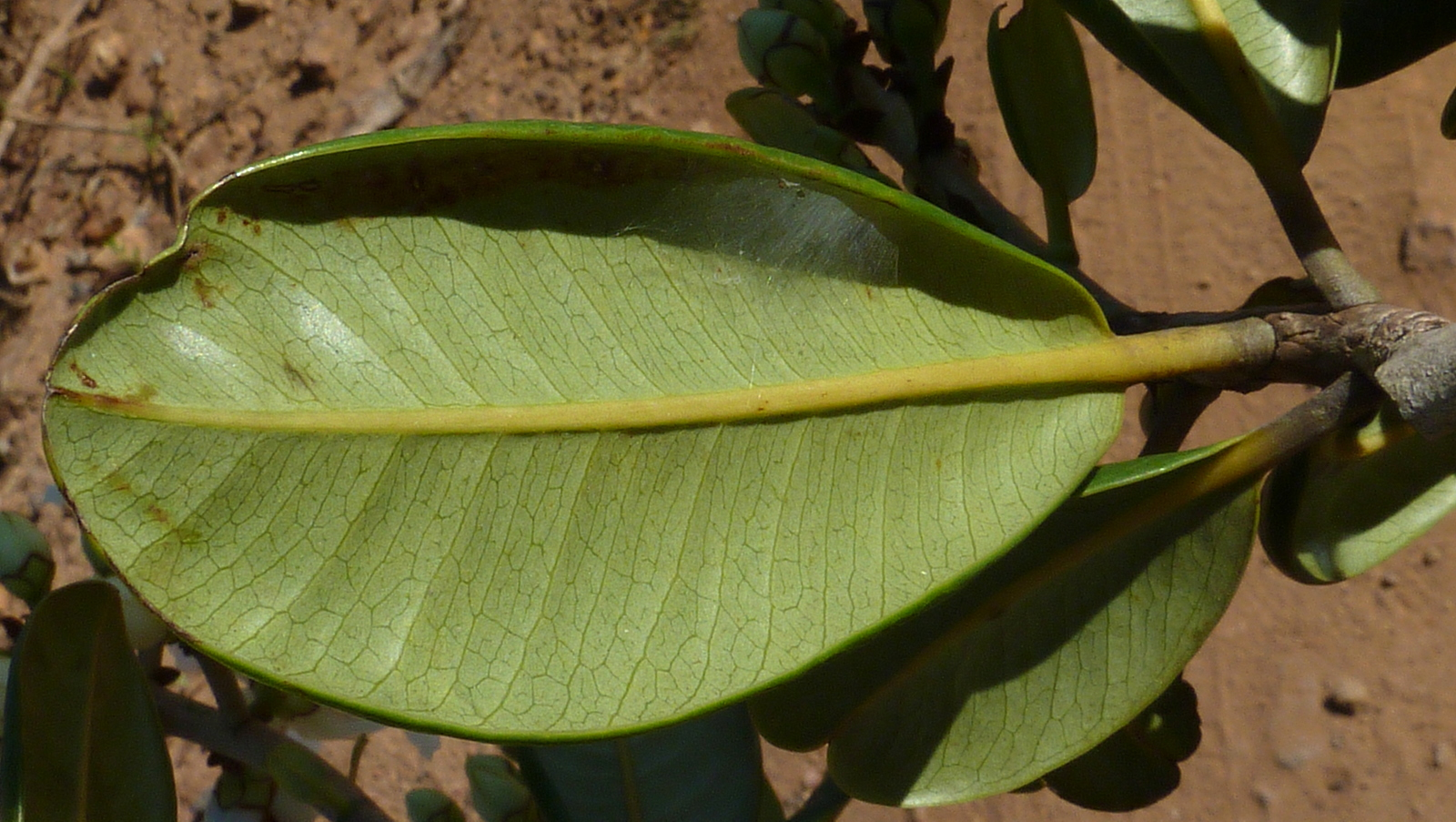
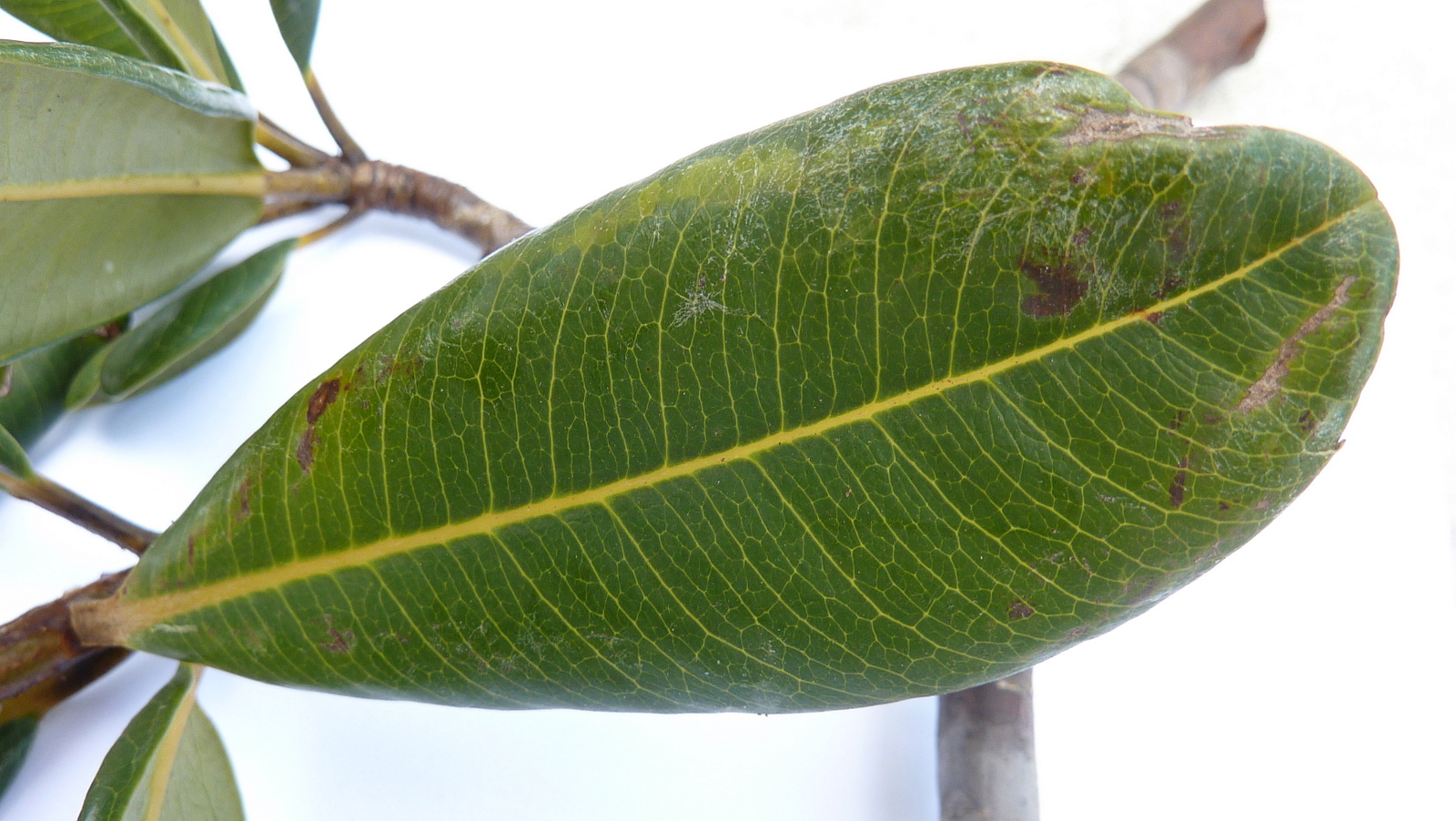
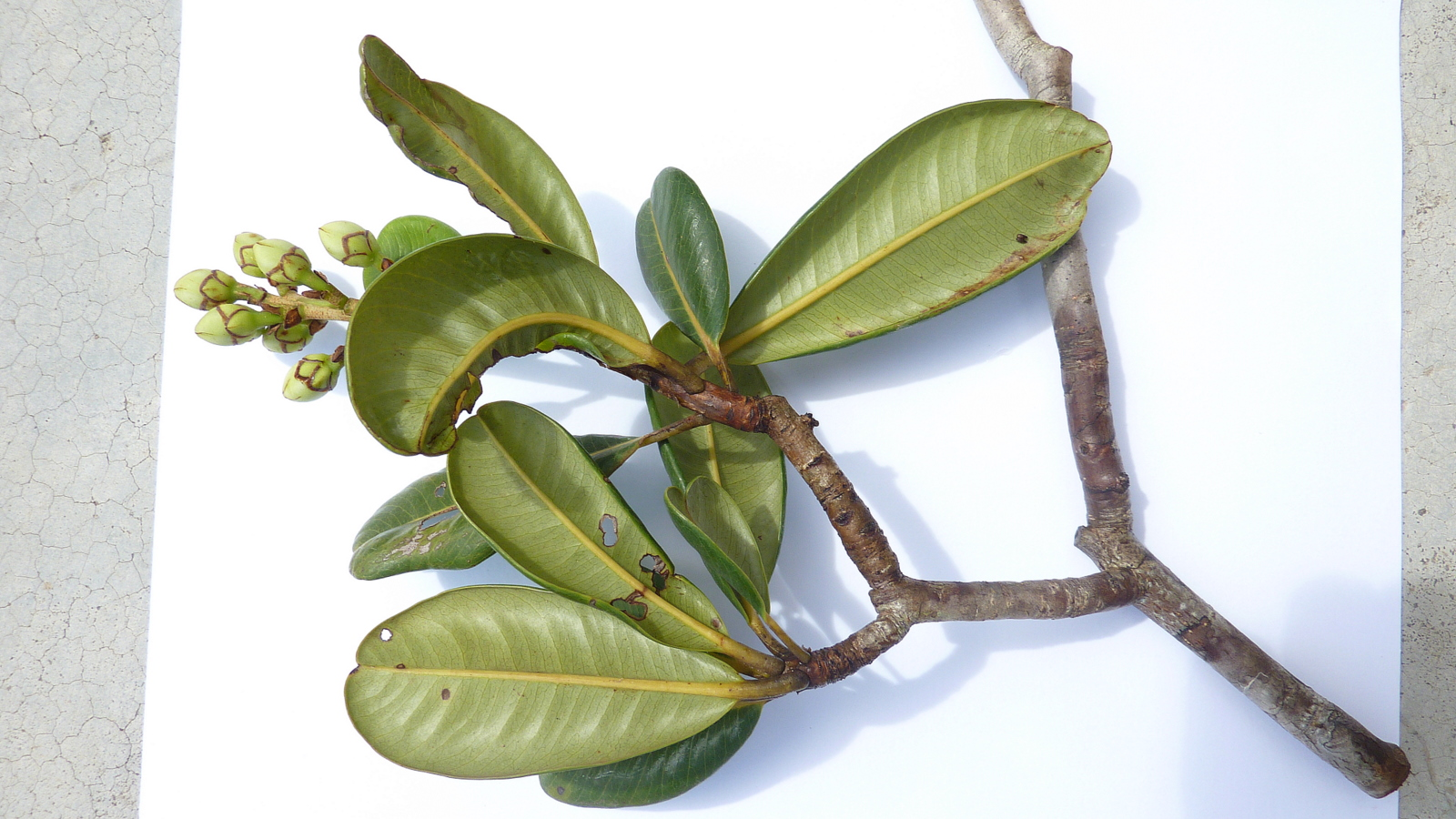